# Coy (Arkansas)
Coy è un comune degli Stati Uniti d'America, situato in Arkansas, nella contea di Lonoke.